# Little Harbour (Deer Lake)
Little Harbour is een plaats in de Canadese provincie Newfoundland en Labrador. De plaats ligt aan de oevers van Deer Lake in het westen van het eiland Newfoundland.

## Geografie
Little Harbour ligt aan een kleine inham aan de zuidzijde van Deer Lake, een groot meer in westelijk Newfoundland. De plaats ligt zo'n 5 km ten zuidwesten van de gemeente Deer Lake, die een centrumfunctie voor de regio heeft. De dichtstbij gelegen naburige plaatsen zijn het 3 km zuidwestelijker gelegen Pynns Brook en het 3 km noordoostelijker gelegen St. Judes.
De plaats bestaat uit relatief verspreide bebouwing in bosrijk gebied tussen enerzijds de oever van het meer en anderzijds de Trans-Canada Highway. Ze wordt doorkruist door de Newfoundland T'Railway, een langeafstandspad dat de bedding van de in 1988 ontmantelde Newfoundland Railway volgt.
Het gehucht bevindt zich in gemeentevrij gebied.

## Geschiedenis
Het in het Newfoundlandse binnenland gelegen Deer Lake werd voor het eerst ontsloten door de in 1898 afgewerkte Newfoundland Railway. Dit bracht aanzienlijke bedrijvigheid mee voor de houtkap- en bouwsector, wat op zijn beurt zorgde voor het ontstaan van verschillende kleine nederzettingen, zoals Little Harbour. Het waren Lee Maxfield en Sam Farnell die een houtzagerij openden die de basis vormde voor het ontstaan van het gehucht. In de eerste jaren bleef de plaats klein; ze telde in 1921 amper negen permanente inwoners.
In 1922 werd er een grootschalige houtkapbedrijvigheid uitgebouwd in het gebied, voornamelijk door de Montréalse firma W.I. Bishop Ltd. In 1923 werden daarop het treinstation, het postkantoor en de telegrafiepost van het oostelijker gelegen Lake Siding allen gesloten en verplaatst naar Little Harbour. Door dit alles groeide het gehucht sterk. 
De hoogdagen van het dorp waren slechts van korte duur, aangezien het dorp Deer Lake (ontstaan rond de gelijknamige waterkrachtcentrale) in snel tempo uitgroeide tot de grootste en economisch belangrijkste plaats aan de oevers van het meer. In 1930 werd het station van Little Harbour reeds opnieuw gesloten.
De volkstelling van 1935 stelde een inwoneraantal van 136 vast, maar tegen 1945 woonden er opnieuw maar twaalf mensen meer. Dit enerzijds omdat veel mensen vanwege de werkgelegenheid naar Deer Lake verhuisden, maar ook omdat de vrij recent ontstane plaats Waterchute (het hedendaagse St. Judes) niet langer als gehucht onder Little Harbour werd beschouwd.
In 1951 woonden er, na een laatste grote boom in de houtkapsector, opnieuw 110 mensen, maar daarna ging de plaats geleidelijk aan zienderogen achteruit. In 1986 telde Little Harbour nog 25 permanente inwoners. Sindsdien wordt de plaats door Statistics Canada niet meer als entiteit opgenomen in hun vijfjaarlijkse volkstelling; ze wordt voor statistische redenen gerekend als onderdeel van de designated place Pynns Brook.
Little Harbour evolueerde uiteindelijk naar een plaats die voor het merendeel bestaat uit vakantiewoningen. De "historische kern" van het plaatsje telt zo'n 20-tal huizen, met ten westen ervan nog een 20-tal vakantiehuizen die ook tot Little Harbour behoren, maar nog een aparte subidentiteit hebben onder de noemer Taylor Estates.